# پل بارده
پل بارده مربوط به دوره قاجار است و در شهرستان بن، بخش مرکزی، دهستان وردنجان، روستای بارده. خیابان صفا واقع شده و این اثر در تاریخ ۱۲ شهریور ۱۳۸۶ با شمارهٔ ثبت ۱۹۴۸۹ به‌عنوان یکی از آثار ملی ایران به ثبت رسیده است.